# Nikki Havenaar
Nikki Havenaar (ハーフナー・ニッキ Havenaar Nikki?), född 16 februari 1995 i Aichi prefektur, är en japansk fotbollsspelare som spelar för FC Thun.
Havenaar började sin karriär 2013 i Nagoya Grampus. Efter Nagoya Grampus spelade han för SV Horn, FC Wil och FC Thun.